# Rochechouart
Rochechouart (okcitansko Rechoard) je naselje in občina v osrednji francoski regiji Limousin, podprefektura departmaja Haute-Vienne. Leta 2006 je naselje imelo 3.808 prebivalcev.

## Geografija
Kraj se nahaja v francoski pokrajini Limousin, 50 km zahodno od Limogesa.

## Administracija
Rochechouart je sedež istoimenskega kantona, v katerega so poleg njegove vključene še občine Chéronnac, Les Salles-Lavauguyon, Vayres in Videix s 5.289 prebivalci.
Naselje je prav tako sedež okrožja, v katerem se nahajajo kantoni Oradour-sur-Vayres, Rochechouart, Saint-Junien-Vzhod/Zahod, Saint-Laurent-sur-Gorre in Saint-Mathieu s 40.120 prebivalci.

## Zgodovina
4 km zahodno od Rochechouarta se nahaja po njem imenovani udarni krater, nastal pred več kot 200 milijoni let.
Ime kraja izhaja iz latinske besedne zveze roca cavardis (Cavardusova skala). Pod viskonti Cavardusi je bila na tem mestu v zgodnjem 11. stoletju zgrajena utrdba, slednjo je v 13. stoletju nadomestil grad Château de Rochechouart.
V času francoske revolucije se je kraj imenoval Roche-sur-Graine.

## Zanimivosti
- krater Rochechouart-Chassenon,
- cerkev Presvetega Odrešenika iz 11. stoletja,
- grad Château de Rochechouart iz 13. stoletja,

## Pobratena mesta
- Oettingen (Nemčija);